# توزيع الثقة
توزيع الثقة (Confidence Distribution - CD) هو مصطلح  يُستخدم في سياق الاستدلال الإحصائي للإشارة إلى دالة تُعرّف على مجال المعلمة الإحصائية، بحيث تمثل مجموعة فترات الثقة لكافة مستويات الثقة الممكنة لتلك المعلمة. وعلى الرغم من أن توزيع الثقة لا يُعد توزيعًا احتماليًا بالمعنى التقليدي للكلمة—إذ لا يُفترض أن يعكس احتمالية حقيقية لقيم المعلمة—فإنه يُعد أداة تحليلية مفيدة في إطار التكرار الإحصائي (frequentist inference).
يُبنى توزيع الثقة تاريخيًا من خلال "عكس" الدالة التي تعطي الحد الأعلى لفترة الثقة أحادية الجانب، وذلك عبر جميع مستويات الثقة الممكنة. بهذا الشكل، يوفر توزيع الثقة تمثيلًا موحدًا لجميع فترات الثقة المرتبطة بمعلمة محددة.
وعلى الرغم من أن توزيع الثقة يُفهم أحيانًا بشكل مشابه لما يُعرف في الإحصاء البايزي بـ "التوزيع الائتماني" (credibility distribution)، إلا أن توزيع الثقة يظل مفهومًا تكراريًا بحتًا، ولا يُشتق من توزيع قبلي كما هو الحال في التحليل البايزي. ومع ذلك، فإن هذا التوزيع يمكن أن يلعب دورًا مركزيًا في بناء استدلالات حول المعلمات الإحصائية، ويُستخدم لتقديم فترات ثقة، قيم حدية، واختبارات فرضيات، بطريقة موحدة ومتسقة.
شهدت السنوات الأخيرة اهتمامًا متزايدًا بمفهوم توزيعات الثقة (Confidence Distributions)، حيث أعيد التركيز عليها في الأدبيات الإحصائية، لا سيما في سياق الاستدلال التكراري. وفي ظل التطورات المنهجية الحديثة، أصبح توزيع الثقة يُفهم كمفهوم تكراري صرف، منفصل تمامًا عن أي تأويل بايزي أو ائتماني.
من الناحية النظرية، لا يختلف توزيع الثقة جوهريًا عن أدوات التقدير التقليدية، مثل مقدر النقطة أو فاصل الثقة، إذ إن هدفه الأساسي هو تقدير المعلمة المجهولة. غير أن ما يميز توزيع الثقة هو اعتماده على دالة توزيع معرفة على فضاء المعلمة، تعتمد في بنائها على العينة المسحوبة، بدلًا من مجرد تقديم قيمة مفردة (تقدير نقطي) أو مجال محدود (تقدير فصلي).
وهكذا، فإن توزيع الثقة يقدم إطارًا أكثر مرونة وثراءً للاستدلال الإحصائي، إذ يمكن من خلاله اشتقاق فترات ثقة لمستويات مختلفة، واختبارات للفرضيات، بل وحتى دمج المعلومات من عينات متعددة، ضمن إطار تكراري موحد.
من بين الأمثلة العملية والبسيطة على توزيع الثقة، والذي شاع استخدامه في الممارسة الإحصائية، يبرز توزيع التمهيد (Bootstrap Distribution). يُبنى هذا النوع من التوزيعات بالكامل ضمن الإطار التكراري، دون الحاجة إلى افتراضات بايزية أو تفسيرات ائتمانية. والأمر نفسه ينطبق على توزيع الثقة، الذي يُعد امتدادًا لهذا التوجه التكراري البحت.
ومع ذلك، فإن مفهوم توزيع الثقة أوسع نطاقًا بكثير من مفهوم توزيع التمهيد. فقد أظهرت الدراسات الحديثة أن توزيع الثقة يشمل ويوحد تحت مظلته طيفًا واسعًا من الأساليب والأدوات الإحصائية. فهو يغطي الحالات البارامترية المنتظمة (regular parametric cases) – بما في ذلك الأمثلة الكلاسيكية التي طورها فيشر ضمن ما يُعرف بـ "التوزيع الائتماني" – كما يمتد ليشمل:
- توزيعات التمهيد (Bootstrap Distributions)،
- دوال القيمة الاحتمالية (p-value functions)،
- دوال الاحتمالية الطبيعية (likelihood functions)،
- وفي بعض السياقات، حتى المسبق واللاحق البايزي (Bayesian priors and posteriors).

هذا الاتساع يجعل من توزيع الثقة أداة موحدة قوية في التحليل الإحصائي، قادرة على الجمع بين تقنيات مختلفة ضمن إطار نظري مشترك، دون الخروج عن المنهج التكراري.
تمامًا كما يُعد التوزيع الخلفي البايزي (Bayesian posterior distribution) مصدرًا غنيًا للمعلومات التي تتيح إجراء مختلف أنواع الاستدلال في الإحصاء البايزي، فإن توزيع الثقة (Confidence Distribution) يوفر بدوره إطارًا غنيًا للاستدلال ضمن المنهج التكراري (frequentist). إذ يمكن استخراج مجموعة واسعة من النتائج الإحصائية من هذا التوزيع، مثل:
- تقديرات النقاط (Point estimates)،
- فترات الثقة (Confidence intervals)،
- القيم الحرجة (Critical values)،
- القوة الإحصائية (Statistical power)،
- القيم الاحتمالية (P-values)،
- وغيرها من مقاييس الاستدلال.

وقد أظهرت التطورات البحثية الأخيرة الإمكانات الكبيرة لمفهوم توزيع الثقة (CD) كأداة استدلالية شاملة وفعالة، مما يعزز مكانته كأحد الركائز المعاصرة في النظرية الإحصائية التكرارية، وقادرة على التوفيق بين النهج الكلاسيكي والمقاربات الحديثة.

## تاريخ
تعود الجذور المفاهيمية لتوزيع الثقة إلى بدايات القرن العشرين، رغم أن نواة الفكرة قد طُرحت قبل ذلك بكثير. فقد قدم جيرزي نيمان (Jerzy Neyman) سنة 1937 مفهوم "الثقة" ضمن ورقته البحثية الرائدة حول فترات الثقة، والتي قامت بتوضيح وتأسيس خاصية التكرار التكراري (frequentist coverage).
وبحسب الإحصائي دونالد فريزر (Donald Fraser)، يمكن إرجاع البذور الأولى لفكرة توزيع الثقة إلى أعمال كل من توماس بايز (1763) ورونالد فيشر (1930)، رغم أن مصطلح "توزيع الثقة" ذاته يبدو أنه استُخدم لأول مرة صراحة في ورقة كوكس (1958).
يرى بعض الباحثين أن توزيع الثقة يُعد بمثابة "تفسير نيماني" لما يُعرف بـ توزيعات فيشر الائتمانية (Fisherian Fiducial Distributions)، وهو تفسير كان موضع خلاف حاد بين نيمان وفيشر. ويُعتقد أن هذه الخلافات – التي وُصفت أحيانًا بأنها "نزاعات غير منتجة" ونتاج لـ "عناد فيشر" – ساهمت في تأخير تطوير المفهوم ضمن الإطار التكراري، بل وأدت إلى سوء فهمه لفترة طويلة باعتباره مفهومًا ذا طابع ائتماني (Credible).
لكن الحقيقة أن توزيع الثقة هو مفهوم تكراري بحت، يقوم على أساس تكراري خالص، وإن كان يرتبط شكليًا ببعض مفاهيم الاستدلال البايزي أو الاعتمادي، من دون أن يستند إلى مبادئها.

## تعريف

### التعريف الكلاسيكي
من الناحية الكلاسيكية، يُعرَّف توزيع الثقة (Confidence Distribution) من خلال عكس الحدود العليا لمجموعة من فترات الثقة أحادية الجانب (ذات الطرف السفلي) على مستويات ثقة مختلفة.
بمعنى آخر، يتم إنشاء دالة توزيع على مجال المعلمة الإحصائية، بحيث تعكس هذه الدالة احتمالات تراكمية لفترات الثقة عند جميع مستويات الثقة الممكنة.
فعلى سبيل المثال، إذا كان لدينا لفترة ثقة ذات الطرف السفلي عند مستوى α، فإن النقطة التي تمثل الحد الأعلى لتلك الفترة يمكن استخدامها لتحديد قيمة عند المستوى α لتوزيع الثقة.
بربط هذه القيم لجميع المستويات α∈(0,1)، نحصل على ما يُعرف بـدالة توزيع الثقة.
ومع أن هذه الطريقة تبدو مشابهة لبناء توزيع احتمالي، إلا أن توزيع الثقة لا يُعد توزيعًا احتماليًا حقيقيًا على المعلمة، بل هو أداة تكرارية (frequentist) تستخدم لتوليد كافة الاستدلالات الممكنة حول المعلمة، مثل تقديرات النقطة، وفترات الثقة، واختبارات الفرضيات.
لكل α في (0، 1)، دع (−∞، ξ n ( α )] يكون فاصل ثقة في الجانب السفلي بنسبة 100α% لـ θ ، حيث ξ n ( α ) = ξ n ( X n ,α) مستمرة ومتزايدة في α لكل عينة X n . ثم، H n (•) = ξ n −1 (•) هو توزيع ثقة لـ θ .
أشار برادلي إيفرون (Efron) إلى أن توزيع الثقة يخصص، على سبيل المثال، احتمالًا قدره 0.05 لوقوع المعلمة θ بين النقاط العليا لفاصلي الثقة عند المستويين 0.90 و0.95، مما يمنحه، حسب تعبيره، "جاذبية حدسية قوية" (strong intuitive appeal).
ورغم هذه الجاذبية، فإن التفسير الكلاسيكي لدالة توزيع الثقة كـ"توزيع احتمالي على المعلمة θ" يمثل إشكالًا جوهريًا ضمن إطار الاستدلال التكراري (frequentist inference). ذلك أن المعلمات، في هذا الإطار، تُعامل بوصفها ثوابت غير عشوائية، وليس كمتغيرات يمكن أن تُسند لها توزيعات احتمالية.
ومن ثم، فإن أي محاولة لتفسير توزيع الثقة كتوزيع احتمالي للمعلمة تستلزم تفكيرًا ائتمانيًا أو بايزيًا، وهو ما يتناقض مع الطابع التكراري البحت للمفهوم كما طُور في الأدبيات الحديثة.
ففي البيئة التكرارية، تُفهم دالة توزيع الثقة على أنها أداة اشتقاقية تعمل على مستوى تكرار العينة وليس على مستوى احتماليات المعلمة، وتُستخدم لتوليد استدلالات كمية متعددة تشمل تقدير النقطة، وفترات الثقة، واختبارات الفرضيات، دون الحاجة إلى افتراض عشوائية في المعلمات.
إن تفسير دالة توزيع الثقة (Confidence Distribution - CD) من منظور تكراري بحت، دون التعامل معها كدالة توزيع احتمالية على معلمة ثابتة وغير عشوائية، يُمثّل تحولًا مفاهيميًا جوهريًا في التطورات الإحصائية الحديثة مقارنةً بالنهج الكلاسيكي.
هذا التحول يُحرّر المفهوم من القيود الفلسفية والإجرائية التي كانت ملازمة لتفسير فيشر للتوزيعات الائتمانية (fiducial distributions)، والذي ظل موضع جدل إحصائي طويل الأمد.
الجانب الإيجابي الأبرز في اعتماد توزيع الثقة كمفهوم تكراري هو كونه يُعامل بنفس الطريقة التي يُعامل بها مقدِّر النقطة أو مقدِّر الفاصل الزمني، مما يجعله أداة مرنة وقابلة للتطبيق على نحو أوسع، دون الحاجة إلى افتراض توزيع احتمالي للمعلمة.
وبذلك، تُصبح دالة توزيع الثقة وسيلة قوية للاستدلال التكراري تشمل مجموعة من الأدوات، مثل: تقدير النقاط، فترات الثقة، اختبارات الفرضيات، والقيم الاحتمالية، وكل ذلك ضمن إطار فلسفي متماسك لا يفترض عشوائية في المعلمات.

### التعريف الحديث
ينطبق التعريف التالي في سياق توزيع الثقة:
لنفترض أن Θ هي مساحة المعلمة الخاصة بالمعلمة غير المعروفة θ، وأن χ هي مساحة العينة المرتبطة بمجموعة البيانات Xn={X1,X2,...,Xn}.
فإن دالة توزيع الثقة (CD) تُبنى كدالة تعتمد على العينة وتُعرَّف على مساحة المعلمة Θ، بهدف توفير تمثيل تكراري للاستدلال حول θ.
تأخذ دالة توزيع الثقة الشكل:
Hn(θ)=Pθ(Tn≤θ∣Xn),
بحيث تحقق خصائص دالة التوزيع (أو وظيفة التوزيع التراكمي) بالنسبة إلى θ، وتُستخدم هذه الدالة لاشتقاق:
- تقديرات نقطية (مثل الوسيط أو القيمة المتوقعة)
- فترات الثقة بمستويات مختلفة
- اختبارات الفرضيات
- القيم الاحتمالية p

وهذا دون الحاجة إلى توزيع احتمالي على θ، بل ضمن إطار تكراري بحت يُعامل فيه θ كقيمة ثابتة غير عشوائية، ويُستخلص الاستدلال من تكرار العينة.
دالة H n (•) = H n ( X n ، •) على χ × Θ → [0, 1] يسمى توزيع الثقة (CD) للمعامل θ ، إذا كان يتبع متطلبين:
- (R1) لكل X n ∈ χ ، H n (•) = H n ( X n ، •) هي دالة توزيع تراكمية مستمرة على Θ ؛
- (R2) عند قيمة المعلمة الحقيقية θ = θ 0 ، H n ( θ 0 ) ≡ H n ( X n, θ 0 )، كدالة للعينة X n ، تتبع التوزيع المنتظم U [0، 1].

بالإضافة إلى ذلك، تُسمى الدالة Hn(⋅) دالة توزيع ثقة تقريبية (Approximate Confidence Distribution - aCD) إذا تحققت فيها شروط تقترب بشكل تقريبي من الشروط الصارمة لتوزيع الثقة الأصلي.
بمعنى أدق، يُسمح بأن تكون المتغيرات العشوائية الناتجة عن Hn(θ) موزعة تقريبًا على المتغير العشوائي الموحد U[0,1]، حيث يُرفع شرط التوزيع الموحد الصالحة تمامًا إلى شرط يكون صحيحًا بشكل تقريبي (تقارب في التوزيع أو في الاحتمال).
كما يتم أيضًا إسقاط شرط الاستمرارية على Hn(⋅)، بحيث لا يُشترط أن تكون دالة التوزيع تراكمية مستمرة، مما يزيد من مرونة تطبيقات توزيع الثقة في الممارسات الإحصائية العملية.
ببساطة، توزيع الثقة هو دالة تعتمد على المعلمة التي نريد تقديرها وأيضًا على العينة العشوائية التي نستخدمها لجمع البيانات. لكي نعتبر هذه الدالة توزيع ثقة صالحًا، يجب أن تحقق شرطين مهمين:
- المتطلب الأول (R1): يجب أن تكون هذه الدالة بمثابة توزيع احتمالي على كل القيم الممكنة للمعلمة التي نريد تقديرها. بمعنى آخر، تعطي لنا هذه الدالة كيفية توزيع "الثقة" عبر كل القيم المحتملة للمعلمة.
- المتطلب الثاني (R2): يجب أن تضمن هذه الدالة أن الاستدلالات التي نبنيها عليها—مثل تقدير القيم، وحساب فترات الثقة، واختبار الفرضيات—تتمتع بخصائص جيدة ومتكررة مع مرور الوقت. هذا يعني أن الطرق التي نستخدمها للاستنتاج ستكون صحيحة وموثوقة عند تكرار التجارب أو جمع المزيد من البيانات.

هذا يشبه تمامًا المتطلبات التي نضعها عند تصميم تقديرات النقاط، حيث نريد أن تكون التقديرات غير متحيزة، وثابتة بمرور الوقت، وذات دقة عالية.
توزيع الثقة الذي نحصل عليه عن طريق عكس الحدود العليا لفترات الثقة—وهي الطريقة الكلاسيكية لتعريفه—يحقق أيضًا الشروط التي تحدثنا عنها سابقًا.
هذا يعني أن هذا التعريف الكلاسيكي لتوزيع الثقة يتوافق تمامًا مع التعريف الحديث أو العام لتوزيع الثقة، ويضمن أن الدالة الناتجة منه تلبي المتطلبات الأساسية المطلوبة للاستدلال الإحصائي الصحيح.
على عكس الاستدلال الائتماني الكلاسيكي، قد نجد أكثر من توزيع ثقة واحد مناسب لتقدير نفس المعلمة في نفس الحالة.
أيضًا، في الاستدلال الائتماني الكلاسيكي، عادة ما نبحث عن التوزيع المثالي الذي يلبي شروطًا صارمة، أما في توزيع الثقة فلا يشترط وجود مثل هذا التوزيع المثالي دائمًا.
حسب طبيعة المشكلة والمعايير التي نستخدمها، قد نجد أحيانًا توزيع ثقة يُعتبر "أفضل" من غيره، لكن في أحيان أخرى قد لا يتوفر أي توزيع ثقة مثالي، وأحيانًا قد يكون من الصعب حتى إيجاد توزيع ثقة ذي معنى.
وهذا مشابه لما يحدث في تقدير النقاط، حيث لا توجد دائمًا تقديرات مثالية لكل حالة.

### تعريف بمساحات قابلة للقياس
تعريف توزيع الثقة:
نفترض وجود معلمة γ في فضاء قابل للقياس، ولدينا مقدر توزيع C بحيث:
C(Ap)=p
حيث Ap هي عائلة من مناطق الثقة (Confidence Regions) الخاصة بالمعلمة γ عند مستوى ثقة p لكل مستوى p ضمن الفترة 0<p<1.
- مناطق الثقة هذه ليست فريدة بالضرورة، أي يمكن أن توجد عدة عائلات مختلفة من مناطق الثقة لنفس المعلمة.
- إذا كانت مجموعة مستويات الثقة موجودة فقط في فترة فرعية I⊂(0,1)، فإن C يعد توزيع ثقة عند مجموعة مستويات الثقة I.
- كل من C ومناطق الثقة Ap تعتبر دوالًا قابلة للقياس تعتمد على البيانات، وهذا يعني أن C يمثل مقياسًا عشوائيًا، وAp تمثل مجموعة عشوائية.
- إذا كان الشرط التالي متحققًا:

P(γ∈Ap)≥p
وبحالة التساوي، فإن توزيع الثقة يُعتبر دقيقًا (Exact) حسب التعريف.
- أخيرًا، إذا كانت γ المعلمة الحقيقية، فإن هذا التعريف يتطابق مع التعريف الكلاسيكي لتوزيع الثقة الذي تم شرحه سابقًا.

## أمثلة

### المثال 1: المتوسط الطبيعي والتباين
حسنًا! لنفترض التالي:
لدينا عينة عشوائية {Xi} حيث:
Xi∼N(μ,σ2),i=1,2,...,n
أي أن كل Xi مستقلة وموزعة توزيعًا طبيعيًا بمتوسط μ وتباين σ2، وعدد العينات هو n.
(1) التباين σ 2 معروف
حسنًا، بناءً على ما ذكرته:
- Φ هي دالة التوزيع التراكمي للتوزيع الطبيعي القياسي N(0,1).
- Ftn−1 هي دالة التوزيع التراكمي لتوزيع "الطالب" (Student's t-distribution) بدرجات حرية n−1.

الآن، دوال HΦ(μ) و Ht(μ) تمثل توزيعات ثقة (Confidence Distributions - CD) لمتوسط μ، حيث:
- HΦ(μ) تستخدم التوزيع الطبيعي القياسي (عندما يكون التباين σ2 معروفًا).
- Ht(μ) تستخدم توزيع "الطالب" (عندما يكون التباين σ2 غير معروف ويُقدَّر من العينة).

### التعبير الرياضي:
1. إذا كان σ2 معروفًا:

HΦ(μ)=Φ(σ/nXˉ−μ)
1. إذا كان σ2 غير معروف (عادة في الواقع):

Ht(μ)=Ftn−1(S/nXˉ−μ)
حيث:
- Xˉ هو المتوسط الحسابي للعينة.
- S هو الانحراف المعياري للعينة.
- n هو حجم العينة.

{\displaystyle H_{\Phi }(\mu )={\mathit {\Phi }}\left({\frac {{\sqrt {n}}(\mu -{\bar {X}})}{\sigma }}\right),\quad {\text{and}}\quad H_{t}(\mu )=F_{t_{n-1}}\left({\frac {{\sqrt {n}}(\mu -{\bar {X}})}{s}}\right),}
تلبية المتطلبين في تعريف توزيع الثقة (Confidence Distribution - CD) يعني أن دالتي HΦ(μ) و Ht(μ) يجب أن تحققان الشرطين الأساسيين لتعريف CD بالنسبة للمعلمة μ، وهما:
1. المطلب الأول (R1): لكل عينة من البيانات، يجب أن تكون HΦ(μ) وHt(μ) دوال توزيع على مساحة المعلمة μ. بمعنى آخر، كدالة في μ، يجب أن تكون متزايدة من 0 إلى 1، تمامًا كما هو الحال في دالة التوزيع التراكمي.
2. المطلب الثاني (R2): عند النظر إلى العينة العشوائية X1,X2,...,Xn التي تتبع التوزيع الطبيعي (مع σ معروف أو غير معروف)، يجب أن يكون متوقع قيمة HΦ(μ0) أو Ht(μ0) تحت μ=μ0 يوزع توزيعًا موحدًا على [0,1]. هذا يعبر عن خاصية التكرارية (frequentist validity)، بمعنى أن H(μ0) يعكس بشكل صحيح احتمالية وقوع μ0 داخل المنطقة المحتملة للمعلمة وفقًا للبيانات العشوائية.

{\displaystyle H_{A}(\mu )={\mathit {\Phi }}\left({\frac {{\sqrt {n}}(\mu -{\bar {X}})}{s}}\right)}
توزيع الثقة المقارب (Approximate Confidence Distribution - aCD) يُستخدم عندما يكون حجم العينة n كبيرًا جدًا (n→∞)، حيث يقترب توزيع الثقة عن المتوسط μ من التوزيعات المثالية.
- دالة توزيع الثقة Ht(μ) تستند إلى توزيع تي t للعينات الصغيرة أو عندما يكون الانحراف المعياري σ غير معروف، وتعتمد على التباين المقدر من العينة s2.
- بينما HA(μ) أو HΦ(μ) ترتكز على التوزيع الطبيعي N(Xˉ,σ2) عندما يكون الانحراف المعياري σ معروفًا، أو عند الحجم الكبير للعينة حيث يمكن تقريب التوزيع بالتوزيع الطبيعي.

بالتالي:
- Ht(μ) تُستخدم بشكل تقليدي مع العينات الصغيرة أو عندما لا نعرف σ الحقيقي، وهي دقيقة أكثر في هذه الحالات.
- HΦ(μ) تُستخدم في حالة العينات الكبيرة أو عند معرفة σ، وهي تعطي تقريبًا جيدًا لتوزيع الثقة مع زيادة حجم العينة.

وهذا يعادل استخدامك لتقدير μ عبر التوزيع الطبيعي N(Xˉ,σ2) أو N(Xˉ,s2) حسب الحالة.
(2) التباين σ 2 غير معروف
طبيعة توزيع الثقة (Confidence Distribution - CD) عندما نتعامل مع المعامل μ في حالة التوزيع الطبيعي.
- دالة توزيع الثقة HΦ(μ)، التي تعتمد على التوزيع الطبيعي بمعلمة الانحراف المعياري σ غير المعروفة، تنتهك شروط تعريف توزيع الثقة (CD) لأن σ غير معروف ونستخدمه ضمن التوزيع، مما يجعل HΦ(μ) ليست تقديرًا حقيقيًا لتوزيع الثقة لـ μ. بمعنى آخر، لا يمكن اعتباره "مقدر توزيع" صالح للمعلمة μ لأنه يحتوي على معلمة مجهولة أخرى (وهي σ).
- في المقابل، Ht(μ) التي تعتمد على توزيع تي t للطالب مع التباين المقدر من العينة s2، تفي بمتطلبات تعريف توزيع الثقة. فهي توفر توزيع ثقة (قرص مضغوط) صالح لـ μ حتى وإن كانت σ غير معروفة.
- كذلك، HA(μ) — وهو تقريب توزيعي عند حجم عينة كبير — يمكن اعتباره توزيع ثقة مقارب لـ μ (approximate CD)، خاصة عندما يقترب حجم العينة n إلى ما لا نهاية، حيث تتلاشى مشكلة عدم معرفة σ.

بالتالي:
- Ht(μ) هو توزيع ثقة (CD) صحيح للمعلمة μ في الحالة العامة.
- HΦ(μ) ليس توزيع ثقة صالحًا للمعلمة μ عند عدم معرفة σ.
- HA(μ) هو تقريب جيد لتوزيع الثقة عندما تكون العينة كبيرة.

بالنسبة للمعامل σ2 (تباين التوزيع الطبيعي)، يمكننا بناء دالة توزيع ثقة (Confidence Distribution - CD) باستخدام الإحصائيات المستخلصة من العينة، خصوصًا عبر توزيع χ2 (كاي تربيع).

### 1. معطيات أساسية:
لنفترض أن لدينا عينة عشوائية X1,X2,...,Xn مستقلة وموزعة توزيعًا طبيعيًا بمتوسط μ وتباين σ2 غير معروف.

### 2. إحصائية الاختبار المرتبطة بتباين العينة:
نعرف إحصائية:
Q=σ2(n−1)S2
حيث S2 هو تباين العينة (مقدر التباين) المحسوب كالتالي:
S2=n−11i=1∑n(Xi−Xˉ)2
ونعلم أن Q يتبع توزيع كاي تربيع بدرجات حرية n−1، أي:
Q∼χn−12

### 3. دالة توزيع الثقة لتباين σ2:
يمكننا استخدام توزيع χ2 لبناء دالة توزيع الثقة لـ σ2 كما يلي:
H(σ2)=P(χn−12≤σ2(n−1)S2)
حيث H(σ2) هي دالة التوزيع التراكمي لتوزيع الثقة لـ σ2.

### 4. تفسير:
- هذه الدالة H(σ2) تُعطي توزيع ثقة (Confidence Distribution) لـ σ2 لأنها تحقق شروط توزيع الثقة: هي دالة توزيع على مساحة المعلمة σ2 وتأخذ في الاعتبار التوزيع التكراري للإحصائية.
- باستخدام هذه الدالة، يمكننا استخراج فترات الثقة، تقديرات النقاط، اختبار الفرضيات، وغيرها من الاستدلالات الخاصة بـ σ2.

{\displaystyle H_{\chi ^{2}}(\theta )=1-F_{\chi _{n-1}^{2}}((n-1)s^{2}/\theta )}
دالة توزيع الثقة لـ σ2 تُعطى بواسطة:
H(σ2)=Fχn−12(σ2(n−1)S2)
حيث:
- Fχn−12 هي دالة التوزيع التراكمي لتوزيع χ2 بدرجات حرية n−1.
- S2 هو تباين العينة.
- σ2 هي المعلمة (تباين المجتمع) التي نريد بناء توزيع الثقة لها.

### توضيح:
- هذه الدالة H(σ2) تمثل دالة توزيع ثقة (Confidence Distribution) لـ σ2، حيث لكل قيمة σ2 تعطينا H(σ2) احتمال تراكمّي مرتبط بها.
- باستخدامها، يمكننا تحديد فترات ثقة أو تقديرات أخرى لـ σ2 بناءً على العينة.
- الميزة الأساسية هنا أن هذا التوزيع يعتمد فقط على بيانات العينة ولا يفترض توزيع ائتماني للمعلمة σ2.

دع البيانات يتم إنشاؤها بواسطة {\displaystyle Y=\gamma +U} أين {\displaystyle \gamma } هو متجه غير معروف في المستوى و {\displaystyle U} له توزيع ثنائي طبيعي ومعروف في المستوى. توزيع {\displaystyle \Gamma ^{y}=y-U} يحدد توزيع الثقة لـ {\displaystyle \gamma } . مناطق الثقة {\displaystyle A_{p}} يمكن اختيارها كقطعة داخلية من القطع الناقص التي يقع مركزها في {\displaystyle \gamma } والمحاور المعطاة بواسطة المتجهات الذاتية لمصفوفة التغاير لـ {\displaystyle \Gamma ^{y}} . توزيع الثقة في هذه الحالة ثنائي الطبيعة بمتوسط {\displaystyle \gamma } ، ويمكن اختيار مناطق الثقة بعدة طرق أخرى. يتطابق توزيع الثقة في هذه الحالة مع الخلفية البايزية باستخدام هار المسبق الأيمن. الحجة تعمم على حالة المتوسط غير المعروف {\displaystyle \gamma } في فضاء هيلبرت ذي الأبعاد اللانهائية، ولكن في هذه الحالة فإن توزيع الثقة ليس توزيعًا خلفيًا بايزيًا.

## استخدام توزيعات الثقة للاستدلال

### فاصل الثقة

- إذا كانت Hn(θ) هي دالة توزيع الثقة للمعلمة θ، فإن:

1. الفاصل الزمني من −∞ إلى Hn−1(1−α) يعطي فترة ثقة من جانب واحد بمستوى ثقة 100(1−α)%.
2. الفاصل الزمني من Hn−1(α) إلى +∞ يعطي فترة ثقة من الجانب الآخر (العلوي) بمستوى ثقة 100(1−α)%.
3. الفاصل الزمني [Hn−1(α/2),Hn−1(1−α/2)] يعطي فترة ثقة من جانبين بمستوى ثقة 100(1−α)%.
4. بشكل عام، [Hn−1(α1),Hn−1(1−α2)] يمكن استخدامها كفاصل ثقة بمستوى 100(1−α1−α2)%، حيث α1>0, α2>0 و α1+α2<1.

- هنا، Hn−1(β) هي النسبة المئوية β من توزيع الثقة، أو القيمة θ التي تحقق المعادلة:

Hn(θ)=β

### استخدامات أخرى:
- إلى جانب استخدامها لتحديد فترات الثقة، يقترح بعض الباحثين عرض Hn(θ) بيانيًا لتوضيح قيم المعلمة المتوافقة مع البيانات (المعلومات التي توفرها العينة عن المعلمة)، وهذا يعطي نظرة أكثر شمولية بدلاً من الاقتصار فقط على الفترات أو التقديرات.